# Пальчинці (Хмельницький район)
Па́льчинці — село в Україні, у Волочиській міській громаді Хмельницького району Хмельницької області. Населення становить 0 осіб.

## Історія
7 (20) листопада 1917 року, відповідно до Третього Універсалу Української Центральної Ради, увійшло до складу Української Народної Республіки.
12 червня 2020 року, відповідно до розпорядження Кабінету Міністрів України № 727-р «Про визначення адміністративних центрів та затвердження територій територіальних громад Хмельницької області», увійшло до складу Волочиської міської громади.
19 липня 2020 року, в результаті адміністративно-територіальної реформи та ліквідації Волочиського району, увійшло до складу новоутвореного Хмельницького району.

## Символіка
Затверджена 17 жовтня 2018р. рішенням №871 XLVII сесії міської ради VII скликання. Автори - В.М.Напиткін, К.М.Богатов, Григорій Федотович Пасєка , Ігор Анатолійович Чорний, Наталія Анатоліївна Миколюк, Андрій Григорович Воловський, Володимир Олександрович Кучерявий. 

### Герб
В щиті, розтятому золотим і червоним, ключ перемінних з полями кольорів у стовп, з вушком у вигляді розширеного порожнистого хреста. Щит вписаний в декоративний картуш і увінчаний золотою сільською короною. Унизу картуша напис "ПАЛЬЧИНЦІ". Ключ означає прикордонне розташування села в момент його заснування. 

### Прапор
Квадратне полотнище поділене вертикально на дві рівновеликі смуги – жовту древкову і вільну червону, на лінії перетину вертикальний ключ, поділений вертикально навпіл змінними з полями кольорами, з вушком у вигляді розширеного порожнистого хреста. 